# Sardan
Sardan is een gemeente in het Franse departement Gard (regio Occitanie) en telt 254 inwoners (2004). De plaats maakt deel uit van het arrondissement Le Vigan.

## Geografie
De oppervlakte van Sardan bedraagt 6,3 km², de bevolkingsdichtheid is 40,3 inwoners per km².
De onderstaande kaart toont de ligging van Sardan met de belangrijkste infrastructuur en aangrenzende gemeenten.

## Demografie
Onderstaande figuur toont het verloop van het inwonertal (bron: INSEE-tellingen).